# 임태현
임태현(1982년 6월 19일 ~)은 NC 다이노스의 초대 응원단장이다. 동아대학교 21기 응원단 출신으로 과거 NC다이노스 응원단 단장이었다.

## 경력
- 2008년 ~ 2014년  울산 모비스 피버스 응원단장
- 2011년 부산 아이파크 응원단 단장
- 2012년 ~ 2018년 NC 다이노스 응원단 단장

## 출신학교
- 동아대학교 사회체육학과